# Вале (Аркуш-де-Валдевеш)
Вале (порт. Vale) — район (фрегезия) в Португалии, входит в округ Виана-ду-Каштелу. Является составной частью муниципалитета Аркуш-де-Валдевеш. По старому административному делению входил в провинцию Минью. Входит в экономико-статистический субрегион Минью-Лима, который входит в Северный регион. Население составляет 891 человек на 2001 год. Занимает площадь 14,90 км².
Покровителем района считается Апостол Пётр и апостол Павел (порт. S. Pedro e S. Paulo).